# Eric von Nolcken
Eric von Nolcken, född 3 juli 1763 på Hanaskogs slott, död 13 maj 1834, var en svensk friherre, militär och ämbetsman.
Eric von Nolcken militära bana inkluderade att vara premiärlöjtnant och deltog som sådan i Gustav III:s ryska krig varefter han 1 november 1790 lämnade med överstelöjtnants avsked.
Han utsågs till vice landshövding i Kristianstads län 24 mars 1802 och verkade som tillförordnad från 20 januari 1803 och blev ordinarie 1 mars 1805. Han avgick från den tjänsten 4 februari 1811.
Han var gift med friherrinnan Anna Magdalena Eleonora Strömfelt (1775-1845) och hade med henne tre söner. Bland dem märks Carl Adam von Nolcken.